# Modern English (musikgrupp)
Modern English är ett brittiskt new wave-band som bildades 1979 i Colchester, Essex. Gruppen fick en mindre hit 1982 med låten "I Melt With You". De gjorde en nyinspelning av låten 1990. Bandet upplöstes 1991, men spelar sedan 1995 igen tillsammans.

## Diskografi
Studioalbum
- 1981 – Mesh & Lace
- 1982 – After the Snow
- 1984 – Ricochet Days
- 1986 – Stop Start
- 1990 – Pillow Lips
- 1996 – Everything Is Mad
- 2010 – Soundtrack
- 2016 – Take Me to the Trees

Livealbum
- 1986 – LIVE Concert
- 2008 – In Concert

Samlingsalbum
- 2001 – Life in the Gladhouse, 1980–1984: Best of Modern English

Singlar (topp 100 på UK Indie Chart)
- 1980 – "Swans on Glass" (#46)
- 1980 – "Gathering Dust" (#36	)
- 1981 – "Smiles and Laughter" (#16)
- 1982 – "Life In The Glad House" (12" Club Mix) (#26)
- 1982 – "I Melt With You" (#18	)
- 1983 – "Someone's Calling" (#43)
- 1984 – "Chapter 12" (#15)